# لالایی برای دختر مرده
لالایی برای دختر مرده رمان فارسی حوزهٔ کودک و نوجوان نوشتهٔ حمیدرضا شاه‌آبادی سال ۱۳۸۷ در نشر افق در ۱۲۰ صفحه منتشر شد. 
این کتاب برندهٔ
لوح تقدیر سال شورای کتاب کودک در سال ۱۳۸۷ شد. همچنین به عنوان رمان برگزیده جایزه حبیب غنی‌پور و نیز برنده لوح زرین و دیپلم افتخار جشنواره
کانون پرورش فکری کودکان و نوجوانان همچنین در سال ۲۰۰۸ در فهرست کتاب‌های خواندنی کتابخانهٔ مونیخ (فهرست کلاغ سفید ۲۰۰۸) قرار گرفت. لالایی برای دختر مرده به زبان‌های دیگر ترجمهو بارها مورد نقد و بررسی قرار گرفته‌است.
بخشی از این کتاب به ماجرای فروش دختران قوچان اشاره دارد.

## معرفی
داستان این کتاب دربارهٔ دختری به نام زهره است که چیزی می‌بیند که دیگران نمی‌بینند. هیچ‌کس حرف او را باور نمی‌کند. او مجبور است سراغ نزدیک‌ترین دوستش مینا برود. به این ترتیب، خبر حرف‌های زهره، در تمام شهرک محل زندگی‌اش می‌پیچد. زهره می‌گوید دختری با موهای خاکستری را می‌بیند که دست‌هایش از آرنج به پایین سوخته و صد سال پیش هم مرده‌است. داستان این رمان، ۴ راوی دارد که عبارت اند از: من، مینا، میرزا جعفرخان منشی باشی و زهره.

## بررسی
امین ایزدپناه در مقاله‌ای به بررسی شیوه‌های گفتگومندی و چندصدایی در این رمان پرداخته‌است. ایزدپناه برای نگارش این مقاله برگزیدهٔ پانزدهمین جشنوارهٔ نقد کتاب شد.

## جوایز
رمان لالایی برای دختر مرده جوایز متعددی را برای حمیدرضا شاه‌آبادی به ارمغان آورده‌است.
1. برندهٔ لوح زرین و دیپلم افتخار جشنواره کانون پرورش فکری کودکان و نوجوانان[۷][۶]
2. اثر ویژهٔ شورای کتاب کودک[۱]
3. رمان برگزیده جایزه شهید غنی‌پور[۵]
4. این رمان همچنین در سال ۲۰۰۸ در فهرست کتاب‌های خواندنی کتابخانهٔ مونیخ (فهرست کلاغ سفید ۲۰۰۸) قرار گرفت.

## ترجمه
اعلام شده‌است که لالایی برای دختر مرده به زبان‌های کردی و انگلیسی ترجمه و منتشر شده‌است.